# Niflheimr
Niflheimr ("terra delle nebbie") (in italiano storico veniva chiamata Niflemmo ) è il regno del ghiaccio e del freddo nella mitologia norrena. È situato a nord del Ginnungagap e ci abitano i hrímþursar. 

## Niflheimr nella cultura moderna
- Nel videogioco Tomb Raider: Underworld, Lara Croft scopre l'entrata a Niflheimr in un tempio sommerso nelle profondità del Mar Mediterraneo. Al suo interno vi è custodito uno dei mitici guanti del dio norreno Thor.

- Nel videogioco Tales of Symphonia, i protagonisti si imbattono nel Niflheim, un inferno abitato da creature malvagie che vogliono conquistare anche il mondo reale.

- Uno dei villaggi chiave nella vicenda del videogioco Final Fantasy VII è denominato 'Nibelheim'. Tale nome non è l'unico rimando alla mitologia norrena presente nella nota opera videoludica (sebbene all'interno del villaggio in questione non vi siano ulteriori riferimenti); infatti, nel serpente gigantesco impalato dall'ex-SOLDIER Sephiroth (personaggio), visione a cui i protagonisti assistono allibiti in quanto primo segno della forza impareggiabile del nemico al quale stanno dando la caccia, è identificabile la mitica figura del Miðgarðsormr.
- Nel videogioco Final Fantasy XV l'Impero contro il quale combattono i protagonisti è chiamato Niflheim.

- Nel videogioco God of War è possibile viaggiare tra diversi regni della  mitologia norrena  tra cui Niflheim. In questo regno potremmo esplorare il Laboratorio di Ivaldi in un livello continuamente procedurale che genererà nemici e oggetti rari. A Niflheim è presente inoltre una Valchiria di nome Hildir, lei attaccherà il giocatore, se sconfitta lascerà cadere oggetti utili per il protagonista. Sarà possibile viaggiare in questo regno anche nel sequel God of War:Ragnarok.

- Nella saga a fumetti Disney Saga della spada di ghiaccio viene citato un baratro senza fondo denominato 'Niflheim', dove viene gettata la maschera del Principe delle Nebbie momentaneamente.
- Nel film Mickey17 di Bong Joon-Ho, Nilfheim è il nome del pianeta ghiacciato da colonizzare.